# Athanase VI d'Antioche
Athanase VI d'Antioche dit également Lazare fut patriarche d'Antioche de l'Église jacobite de 1058 à  1063.